# 2019 a légi közlekedésben
Ez a lista a 2019-es év légi közlekedéssel kapcsolatos eseményeit tartalmazza.

## Események

### január
- január 3. – 87 éves korában elhunyt Herb Kelleher, a Southwest Airlines alapítója.[1]
- január 9. – Lezuhan a Francia Légierő Mirage 2000 D típusú vadászrepülőgépe. Két pilóta életét vesztette, holttestük csak két nappal a balesetet követően került elő a Jura hegység területéről.[2]
- január 10. – A Boeing átadja az America Légierőnek az első KC–46A Pegasus légi utántöltő repülőgépét.[3]

### február
- február 23. – Röviddel 12:45 előtt (helyi idő szerint), Anahuac közelében (Chambers megye, Trinity-öböl) lezuhant az Atlas Air légitársaság Boeing 767–300ERF típusú, 5Y3591 lajstromjelű teherszállító repülőgépe. A gép az Amazon vállalat számára végzett szállítási feladatot az Amazon Prime Air elnevezésű szolgáltatás keretein belül. A gép a 30 mérföldnyire fekvő George Bush Nemzetközi Repülőtérre tartott.[4][5]

### március
- március 1. – Fort Lauderdale. Egy Piper PA–25-ös típusú kisrepülő csapódott be a Berkley South nevű lakóépület 17–18. emeletére, majd onnan lezuhant a második emeleti uszoda tetejére. A pilóta életét vesztette, más nem sérült meg. A gép a Northperry Repülőtérről szállt fel. Lajstromjelét és a pilóta kilétét a hatóságok még nem tették közzé.[6][7]
- március 10. – 08:44 (helyi idő szerint), Bishoftu közelében. Lezuhant az Ethiopian Airlines Boeing 737–800MAX típusú utasszállító repülőgépe 149 utassal és 8 fős személyzettel a fedélzetén. A tragédiát senki sem élte túl. 32 kenyai, 18 kanadai, 9 etióp, 8 olasz, 8 kínai, 8 amerikai, 7 brit, 7 francia, 6 egyiptomi, 5 holland, 4 indiai, 4 szlovák, 3 osztrák, 3 svéd, 3 orosz, 2 marokkói, 2 spanyol, 2 lengyel, 2 izraeli, valamint 1 belga, egy indonéz, egy szomáli, 1 norvég, 1 szerb, 1 togói, 1 mozambiki, 1 ruandai, 1 szudáni, 1 ugandai és egy jemeni állampolgár vesztette életét.[8][9][10]
- március 14. – 20:00 (helyi idő szerint). Felfüggesztette az Európai Repülésbiztonsági Ügynökség (EASA) az összes európai uniós tagállamban használt Boeing 737–800MAX és Boeing 737–900MAX típusú utasszállító repülőgépek üzemeltetését. A lépést a március 10-én Etiópiában lezuhant repülőgép balesetének körülményei, valamint más, korábbi balesetek körülményeivel indokolták. A felfüggesztés 2019. március 12-én lépett érvénybe este 8 órakor határozatlan időre szól.[11]

### október

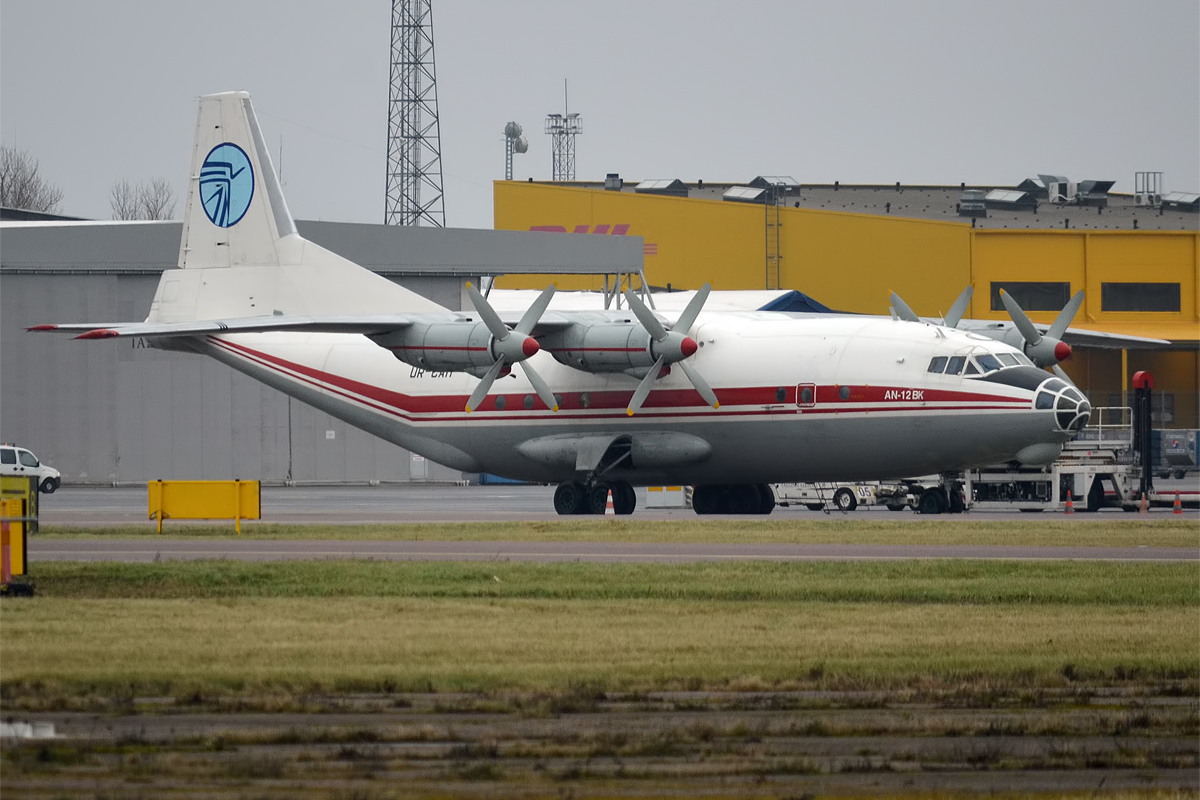
Az Ukraine Air Alliance UR-CAH lajstromjelű An–12-es gépe 2015-ben

- október 10. – Az Ukraine Air Allience légitársaság UR-CAH lajstromjelű An–12 teherszállító repülőgépe leszállás közben lezuhan a lvivi Danilo Halickij nemzetközi repülőtértől 1,5 km-re. A spanyolországi Vigóból Isztambulba tartó repülőgép üzemanyagfeltöltés miatt tervezett leszállni Lvivben, azonban kifogyott az üzemanyaga mielőtt elérte volna a kifutópályát. A repülőgép fedélzetén lévő 10 tonnányi teher az erdős területen végrehajtott kényszerleszállás során elmozdult és szétroncsolta a pilótafülkét. A nyolcfős személyzet öt tagja életét vesztette.[12][13]

## Első felszállások
- március 30. – Il–112V[14]
- május 3. – Airbus CityAirbus
- december 12. – Embraer E175–E2 – Az Embraer E-Jet E2 családjának első tagja emelkedett a levegőbe São José dos Campos-ban.[15]